# Radio Babylon
I Radio Babylon sono un gruppo musicale, Ska, Reggae, italiano, formatosi nel 1997 in provincia di Macerata.

## La storia
Il progetto Radio Babylon nasce nel 1997 da un gruppo di amici che avevano in comune la stessa passione per la musica.
Le prime esibizioni dal vivo iniziano all'incirca l'anno seguente. Il repertorio delle primi concerti comprendeva classici dello Ska degli anni '60 & 70' fino allo ska più attuale. 
Successivamente, iniziano a proporre brani inediti di propria produzione, sviluppando una "formula" vivace e frizzante, ma nello stesso tempo grintosa senza mai sottovalutare l'importanza dei testi.
Nel 1999 incidono il primo demo auto-prodotto.
Sempre nell'estate del 1999 rientrano tra i primi 12 finalisti su 110 partecipanti, al concorso nazionale Rock no Stop organizzato dal settimanale Avvenimenti.

### Buska (2002)
Nel 2002 esce il loro primo album ufficiale BUSKA, un disco di matrice Ska dai ritmi latini e suoni mediterranei, co-prodotto e distribuito da Artenomade, che colleziona numerose recensioni su giornali e siti del settore.
Sempre nello stesso anno uno dei brani contenuti nel disco Amedeo, viene incluso nella compilation Vermi per Eska, prodotta dalla Eska Records e distribuita da White And Black.
Nel 2003 esce Best Of Potemkin, compilation di gruppi Marchigiani prodotta dal Potemkin Studio, alla quale i Radio Babylon prendono parte con due brani.
Seguono numerose collaborazioni sia in studio che dal vivo con altri gruppi e singoli.
Nel 2004 grazie a COOP-for music (selezione di gruppi emergenti), partecipano con un brano inedito alla compilation Dalle Cantine Alle Classifiche, prodotta da Audio-Coop in collaborazione con Rock Star, Vitaminic.it, Il Mucchio Selvaggio, Yamaha e altri, distribuita in allegato con Rock Star. Per l'occasione i Radio Babylon si sono esibiti al M.E.I. 2004 (Meeting delle Etichette Indipendenti) di Faenza, ricevendo un premio di riconoscimento dall'organizzazione come miglior gruppo emergente tra i selezionati.
Nel 2005 sono vincitori della finale Arezzo Wave Marche, e si esibiscono sul palco principale dell'Arezzo Wave Love festival, partecipando di diritto alla compilation omonima, affiancando nomi di rilievo e condividendo palchi con: Elio e le Storie Tese, Negramaro, Joe Zawinul, Emir Kusturica, Afterhours, Giuliano Palma & the Bluebeaters, The Skatalites. 
Inoltre si sono susseguite altre partecipazioni a compilation, ed esibizioni su palchi di spicco come quella del Rototom Sunsplash di Udine, Cous Cous Fest, ecc.
Nel 2006 e nel 2008 arrivano in finale tra i primi 15 gruppi in Italia al concorso Primo maggio tutto l'anno partecipando alla compilation stessa per ben due volte.

### Lei non sa chi sono io (2007)
Nel 2007 esce il CD dal titolo LEI NON SA CHI SONO IO, prodotto in collaborazione con Sanarecords e distribuito da Venus, a questo disco collaborano in studio: Roy Paci (Aretuska ) alla tromba, voce e alcuni arrangiamenti, Freak Antoni (Skiantos) voce, Roberto Piermartire (ex Ladri di biciclette / Avion Travel) tromba e altri arrangiamenti, infine Josh Sanfelici (Aretuska / Mau Mau) per i mixaggi. 
Dopo l'uscita del disco i Radio Babylon sono ospiti e mandati in onda più volte nel programma radiofonico Demo in onda su Rai Radio 1, a seguire il brano Punto Com va in onda nel programma Viva Radio 2 in onda su Rai Radio 2 condotto da Fiorello e Baldini.
Nel 2009 partecipano al progetto Libera L'Arte ed alla realizzazione dell'omonima compilation seguita da un tour nazionale. 
Sempre nel 2009 il brano Josè Resisterà viene pubblicato in Germania nella la compilation Skannibal Party n.9 prodotta dall'etichetta Tedesca Mad Butcher Records distribuita in tutta Europa.

### Babyloneria (2014)
Nel 2014 esce il nuovo CD dal titolo BABYLONERIA, pubblicata dall'Etichetta Latlantide. Disco reggae-ska, con cenni  hip hop e sonorità calypso e patchanka. Undici tracce, con nove brani inediti e due cover, “Storia d'amore” di Adriano Celentano e “Se vuoi goder la vita” di Bixio/Cherubini. Tutti i brani sono suonati ed arrangiati dai RADIO BABYLON, con la collaborazione della sezione archi dell'orchestra teatro stabile Pergolesi di Jesi. I mixaggi sono eseguiti da Paolo Alberta (fonico e collaboratore in studio dei Negrita).

## Live
Intensa l'attività live in tutta la penisola italiana, oltre a concerti in Repubblica Ceca e Germania.

## Formazione

### Formazione attuale
- Tiberio Tiberi "Mr.Tib" - voce
- Edoardo Corsalini "Mr.Dodo" - chitarra solista
- Paolo Della Mora - basso
- Marco Mariani "Marumba" - tastiere, cori
- Daniele Cherubini "Mr.Troy" - trombone, cori
- Roberto Bottegoni "Bobby sax" - sax tenore
- Roberto Gasparrini "Mr.Bobo" - tromba
- Luca Cingolani "Il Cingo" - batteria, percussioni
- Michele Lelli - batteria

## Discografia
1. 2002 - Buska
2. 2007 - Lei non sa chi sono io
3. 2014 - Babyloneria